# Auguste Duvivier

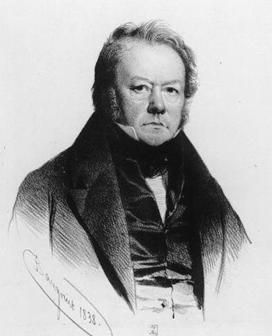
Auguste Duvivier

Auguste Joseph Duvivier (Bergen, 12 december 1772 - Brussel, 1 juli 1846) was een Belgisch ambtenaar, liberaal politicus en minister.

## Levensloop
Duvivier studeerde geneeskunde aan de Université catholique de Louvain en behaalde er zijn artsendiploma. Daarna specialiseerde hij zich verder te Parijs. Hij werd evenwel geen arts maar werd in 1798 leraar natuurlijke historie of natuurwetenschappen aan de centrale school van het departement Jemappes.
Na een tijdje kwam hij terecht in de financiële wereld en werd inspecteur van financiën om in 1811 inspecteur-generaal te worden in de departementen Leie,  Jemappes, Twee Neten en Schelde. Na een reeks opdrachten in het Franse Keizerrijk te hebben afgewerkt werd hij hoofdontvanger van de belastingen in Kortrijk. In 1827 werd Duvivier benoemd tot directeur van de directe belastingen voor de Nederlandse provincie Zuid-Brabant.
Het Voorlopig Bewind benoemde Duvivier in 1830 tot administrateur van financiën. Tussen 30 mei 1831 en 24 juli 1831 werd hij waarnemend minister van Financiën in de regering-Lebeau als vervanger van Charles de Brouckère. In 1832 werd hij een volwaardig minister van Financiën in de regering-Rogier I. Bij het einde van zijn ambtstermijn in 1834 werd Auguste Duvivier benoemd tot minister van Staat.
In 1831 was Duvivier volksvertegenwoordiger geworden in het allereerste Belgische parlement voor het arrondissement Zinnik. Hij bleef in de Kamer zetelen tot aan zijn dood in 1846. Duvivier was sinds 1831 eveneens burgemeester van het Henegouwse dorp Mesvin in de buurt van Bergen.